# E-stručnjak
E-stručnjak je pojam koji se u Europi koristi za stručnjake čiji se rad oslanja na koncepte rada na udaljenosti uz korištenje informacijske i telekomunikacijske tehnologije (ICT).

## Definicija
Koncept e-stručnjaka ( usko povezan s konceptom e-rada) proširuje tradicionalni pojam stručnjaka. Ovaj pojam označava eksperta u bilo kojem području znanja koji se intenzivno koristi ICT tehnologijom i alatima za obavljanje radnih zadataka.
E-stručnjak može biti samozaposlen ili djelatnik neke organizacije, ali je istovremeno i član barem jedne zajednice kroz koju stječe titulu stručnjaka. Biti e-stručnjak samo po sebi nije struka, nego se nadovezuje na poslovnu profesiju kao što je savjetnik, inženjer, znanstvenik itd.

## E -stručnjaci i njihova radna okolina
Radna praksa evoluira iz tradicionalnog modela zasnovanog na modelu zemljopisne povezanosti. Prema modelu virtualne povezanosti gdje eksperti moraju raditi zajedno bez obzira na zemljopisnu pripadnost uključenih pojedinaca. U ovom kontekstu, e -stručnjaci se koriste kolaborativnim radnim okruženjem koje im pruža mogućnosti da dijele informacije i razmjenjuju mišljenja u cilju postizanja kolektivnog razumijevanja. Ovakva razina zajedničkog razumijevanja omogućava efikasnu suradnju među različitim strukama.
Navedene tehnologije daju e -stručnjacima mogućnost da budu dijelom grupa i zajednica kao i mreža znanja te da budu uključeni u proces distribuirane kooperacije koja ranije nije bila izvediva.

## Rad E - stručnjaka
- Povezan je s nekom organizacijom kroz zapošljavanje, ali može djelovati neovisno. Rad se često odvija na pokretnom radnom mjestu.
- Uključen je u puno različitih projekata unutar grupa i zajednica te surađuje s vanjskim partnerima iz drugih organizacija. Često su ovakvi projekti izgrađeni od visoko kompleksnih i kreativnih zadataka za čiju je koordinaciju potreban veliki napor. Problemi koje je potrebno riješiti se pojavljuju iznenada i za njihovo rješavanje je potreban pristup informacijama i znanjima koji ranije nisu bili poznati. Zbog toga zadaci i procesi nisu predvidivi i nije ih moguće planirati unaprijed. Zadaci su različiti po kompleksnosti i vremenu potrebnom za njihovo rješavanje te uključuju potrebu za različitim alatima.
- Treba dostupnost svog radnog mjesta u raznim situacijama te dostupnost okruženja za suradnju bez dodatnih napora.
- Treba pri ruci imati podršku za identifikaciju drugih e -stručnjaka baziranu na zajedničkim interesima i sličnim znanjima. Zadatke je moguće rješavati samo skupljajući i oslanjajući se na informacije iz raznih izvora (podaci i ljudi)
- Potrebna mu je mogućnost dinamičkog uspostavljanja suradnje s raznim ljudima i grupama

E-stručnjaci su rezultat novog fleksibilnog poslovnog modela, ali su također i nužni preduvjet za njegovu implementaciju. Okruženje za suradnju koje adekvatno može podržati potrebe e-stručnjaka mora na zahtjev omogućavati usluge ovisno o fleksibilnim poslovnim zadacima korisnika. Sve u svemu, korist od „inkubacije“ idealnog e-stučnjačkog okruženja efektivno potiče model distribuiranog informiranja. Naravno, izazov postizanja ovog stanja bio bi osigurati unilateralni pristup (način razmišljanja) i kolaboracijsko okruženje koje bi pojedincu dozvolilo da se fokusira na inicijativu. Sve ovo se može povezati s konceptom inteligencije roja.